# Gimes Miklós
Gimes Miklós (Budapest, 1917. december 23. – Budapest, Kőbánya, 1958. június 16.) magyar újságíró, politikus, az 1956-os forradalom utáni megtorlás egyik vértanúja volt, akit Nagy Imrével és Maléter Pállal együtt végeztek ki 1958. június 16-án.
Gimes Miklóst 1989 májusában rehabilitálták és kivégzése után pont 31 évvel, ugyanazon a napon mindhármukat ünnepélyesen újratemették a kommunizmus magyarországi bukásának egyik legemlékezetesebb mementójaként.

## Élete

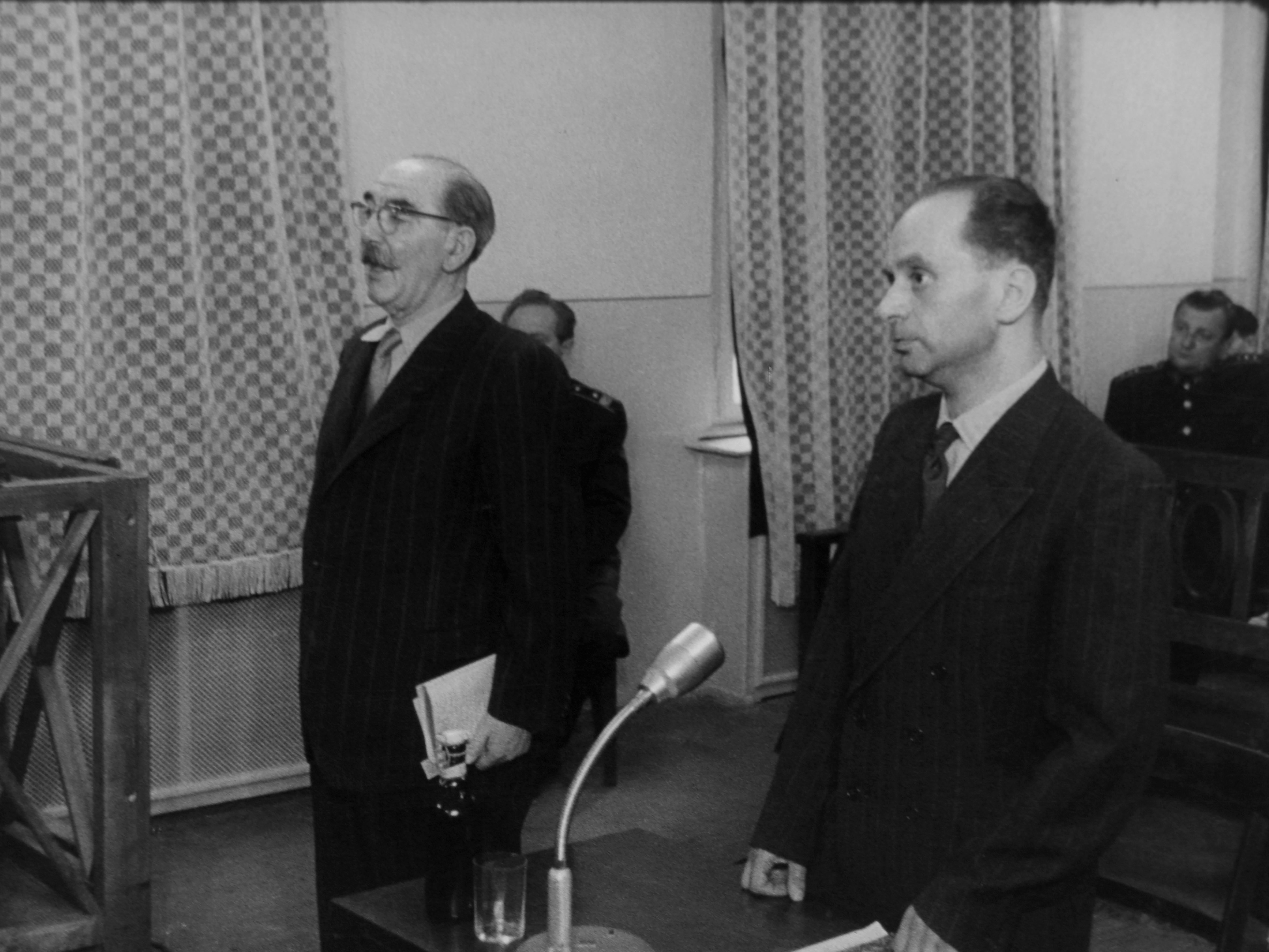
Nagy Imre volt miniszterelnök és Gimes Miklós a Népbírósági Tanács előtt a Nagy Imre-per során

Unitárius hitre tért zsidó származású családba született. Szülei pszichiáterek voltak, anyja Gimesné Hajdú Lili pszichiátriai intézetet vezetett. Budapesten érettségizett, majd Szegedre járt orvostudományi karra, de a tanulmányait nem fejezte be, helyette kisvállalatot alapított (Auróra néven).
1942-ben került kapcsolatba az illegális kommunista mozgalommal. Munkaszolgálatra hívták be, de 1944 nyarán megszökött egy erdélyi táborból és a jugoszláv partizánokhoz menekült. Budapestre visszatérve 1945-ben előbb egy ifjúsági lapnál dolgozott, aztán a kommunista párt napilapja, a Szabad Nép újságírója lett. A mozgalomban ismerkedett meg kedvesével, Halda Alízzal.
Révész Sándor monográfiája romantikus embernek mutatja be, aki hatalmi helyzetbe kerülve főnökéhez, Révai Józsefhez hasonlóan gorombán kioktató félelmetes funkcionárius, akinek kommunista hite azonban a cseh kommunista Rudolf Slánský 1952-es, kivégzéséhez vezető koncepciós perét követően megrendül és kételyei a moszkvai orvosper következtében tovább erősödnek.
1954-ben Zürichben, Bécsben és Párizsban volt tudósító, távollétében a Magyar Nemzethez helyzeték át. Erről az útjáról Révész szerint azzal a tapasztalattal tért vissza, hogy nyugaton az életszínvonal magasabb, mint azt itthon lefestették, ráadásul a proletárdiktatúra a nyugati államokhoz képest semmibe veszi a politikai szabadságot. Miután 1955 májusában a Lapkiadó Vállalat gyűlésén Rajk László rehabilitálását követelte, kizárták a Magyar Dolgozók Pártjából (MDP). Ezután a Corvina Könyvkiadó fordítója lett.

### 1956-ban

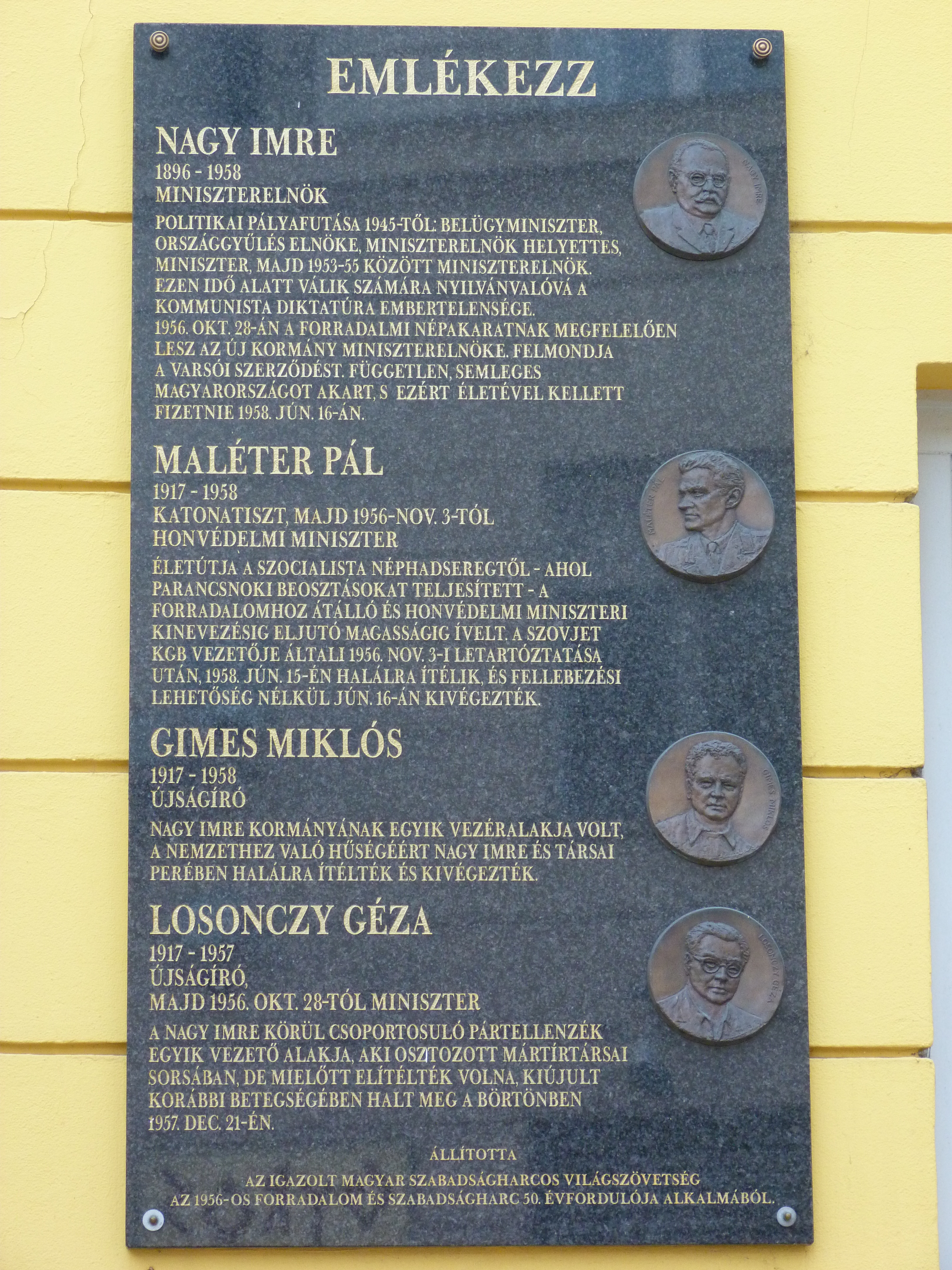
Emléktáblája a Corvin közben

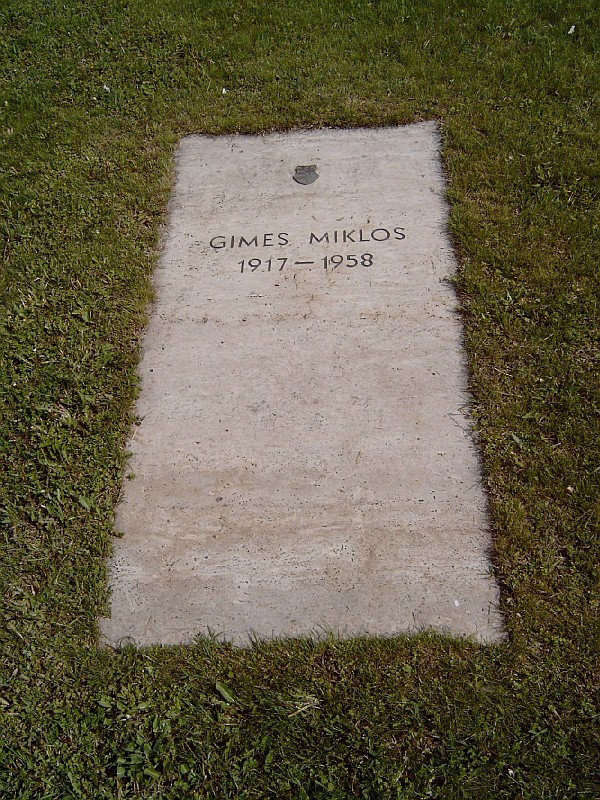
Gimes Miklós sírja Budapesten. Új köztemető: 300-as parcella

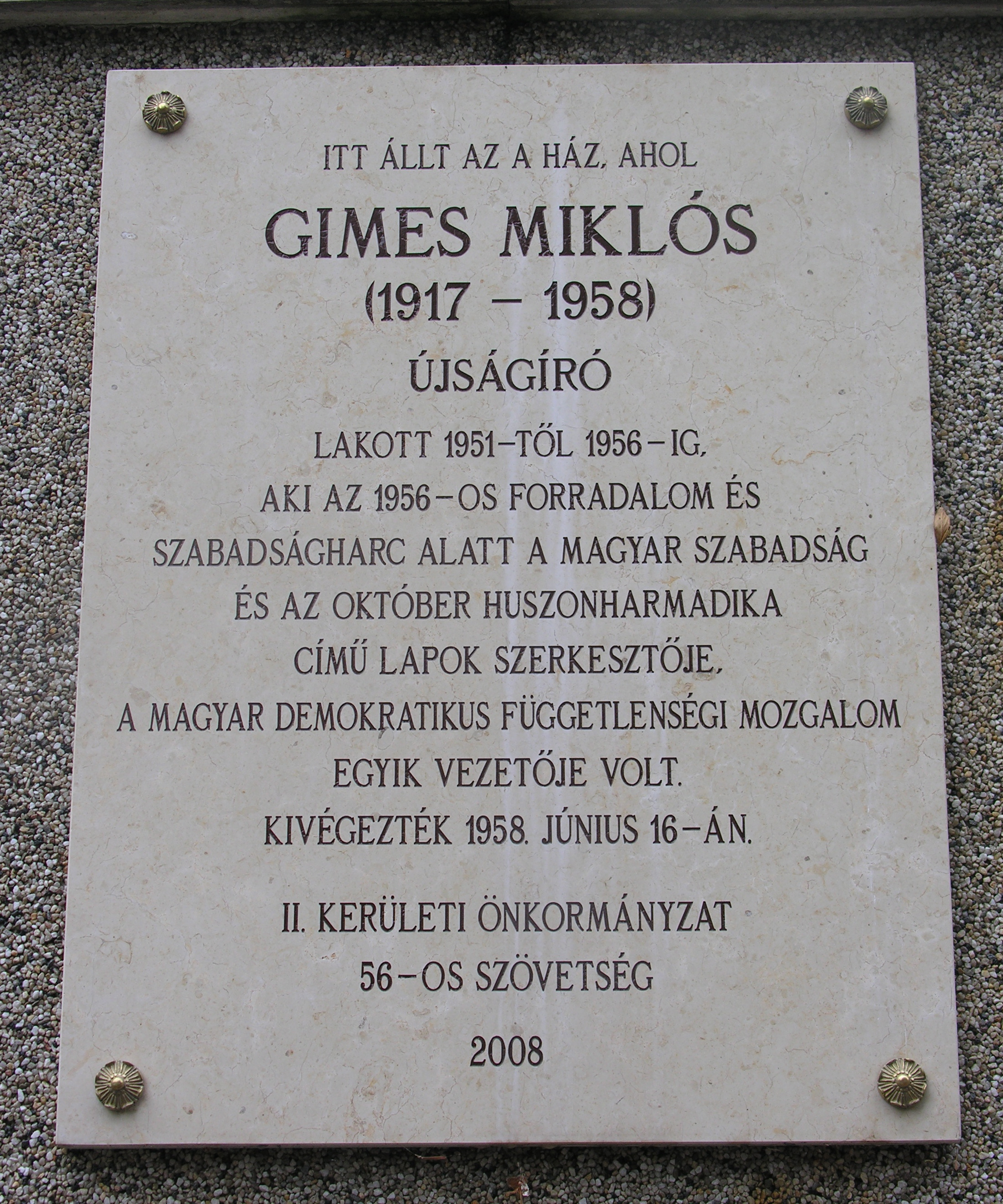
Gimes Miklós emléktáblája egykori lakhelyén, a Virág árok 10/b szám alatt

Gimes Miklós 1956-ban már Nagy Imre körének egyik legradikálisabb tagja. Az év nyarán visszavették az MDP-be.
Egykori felesége visszaemlékezése szerint 1956. október 23-án, amikor Nagy Imre visszatért Badacsonyból, miközben tetőfokára hágott a forradalmi hangulat, Gimes és más barátai megpróbálták rábeszélni Nagy Imrét, hogy vegyen részt a délutánra meghirdetett tüntetésben, hiszen a kormány élére való kerülése általános követeléssé vált, és így szabhatna medert az eseményeknek. Nagy Imre azonban a társaság nagy csalódására hallani sem akart erről, arra hivatkozva, hogy Mező Imre tíz nappal korábban figyelmeztette: Gerő Ernő provokációra készül ellene és szándékosan hagyja az eseményeket eljutni egy felkelésig, hogy aztán egyszerre csaphasson le az egész belső pártellenzékre.
A forradalom napjaiban általa alapított Magyar Szabadság című lap szerkesztője Kende Péterrel, Kornai Jánossal, Lőcsei Pállal együtt. „Lapunk azért is küzd, hogy a független Magyarország – demokratikus Magyarország legyen. A nemzeti demokratikus forradalomnak s természetesen a Magyar Szabadságnak is teljes elvi szilárdsággal kell harcolnia a Rákosi–Gerő-klikk-féle politika minden maradványa ellen és az ellenforradalom minden jelentkezésével szemben" – írta Gimes a lapban, október 30-án.
A november 4-ei szovjet beözönlés után sem ismerte el Kádár János kormányát, sztrájkokat szervezett ellene, Október Huszonharmadika címmel illegális újságot adott ki, és megalapította a Magyar Demokratikus Függetlenségi Mozgalmat. December 5-én letartóztatták, és a Nagy Imre-per harmadrendű vádlottja lett. A Legfelsőbb Bíróság Vida Ferenc vezette Népbírósági Tanácsa 1958. június 15-én ítélte jogerősen kötél általi halálra, szervezkedés kezdeményezése és vezetése vádjával. Az ítéletet másnap hajnalban, a Kozma utca 13. szám alatti gyűjtőfogház udvarán hajtották végre.
Elítélése előtt azt tervezte: ha túléli a megtorlást, kétgenerációs nagyregényt ír fél magyar évszázadról, a polgári radikális szülőkről és forradalmi radikális gyermekeikről.
Hatéves fiát és volt feleségét a szovjet támadáskor külföldre küldte, ők Bécsben értesültek Gimes Miklós fogságba kerüléséről, később Svájcban telepedtek le.

## Politikai gondolkodása
Rainer M. János a saját maga felállította kategóriákban az 1956-os reformkommunistákkal szemben a reformszocialistákhoz sorolja Gimes Miklóst, akik már csak viszonyítási pontnak és nem kötelező útnak tekintették a sztálini pártegyeduralmi modellt, szinte egyedüliként már hónapokkal a forradalom előtt is. „Gimes Miklós… számos teljes mértékben egybevágó visszaemlékezés szerint 1956 tavaszán komolyan számot vetett, sőt szorgalmazta a valódi többpártrendszer bevezetését, vagy azt, hogy a pártellenzék ebben és csak ebben gondolkozzon" – írta Rainer.

## Művei
- Népi demokrácia út a szocializmushoz; MDP Központi Vezetősége Oktatási Osztály, Bp., 1948 (Szemináriumi füzetek városi alapfokú szemináriumok számára)
- Harcolunk a békéért. A nemzetközi békemozgalom útja; szerk. Gimes Miklós; Hungária, Bp., 1950

## Érdekességek
- Fia, ifjabb Gimes Miklós újságíró 2002-ben Mutter címmel 95 perces dokumentumfilmet készített anyja sorsáról és apjához való viszonyáról.[5]
- Volt felesége, Lucy, és későbbi élettársa, Halda Alíz egyaránt 2008 júniusában halt meg, a Gimes kivégzésének 50. évfordulója körüli napokban.[6]

## Emlékezete
- Emlékére emléktáblát helyeztek el egykori lakhelyén és a Corvin közben.